# Octonoba wanlessi
Octonoba wanlessi es una especie de araña araneomorfa del género Octonoba, familia Uloboridae. Fue descrita científicamente por Zhang, Zhu & Song en 2004.
Habita en China.